# Durfort-et-Saint-Martin-de-Sossenac
Durfort-et-Saint-Martin-de-Sossenac là một xã trong tỉnh Gard thuộc vùng Occitanie, phía nam nước Pháp. Xã Durfort-et-Saint-Martin-de-Sossenac nằm ở khu vực có độ cao trung bình 80 mét trên mực nước biển.